# V422 Близнецов
V422 Близнецов (лат. V422 Geminorum), HD 55228 — двойная затменная переменная звезда типа Алголя (EA) в созвездии Близнецов на расстоянии приблизительно 729 световых лет (около 224 парсек) от Солнца. Видимая звёздная величина звезды — от +8,31m до +8,15m. Орбитальный период — около 7,5424 суток.

## Характеристики
Первый компонент — жёлто-белая Am-звезда спектрального класса F2V, или F2mSr, или F5pSrSi, или F5p, или F5. Радиус — около 3,51 солнечных, светимость — около 22,279 солнечных. Эффективная температура — около 6692 К.